# 格爾萊尼鄉
46°40′N 26°48′E / 46.667°N 26.800°E
格爾萊尼鄉（羅馬尼亞語：Comuna Gârleni, Bacău），是羅馬尼亞的鄉份，位於該國東北部，由巴克烏縣負責管轄，面積36平方公里，海拔高度188米，2007年人口6,742，人口密度每平方公里188人。